# I quattro libri dell'architettura

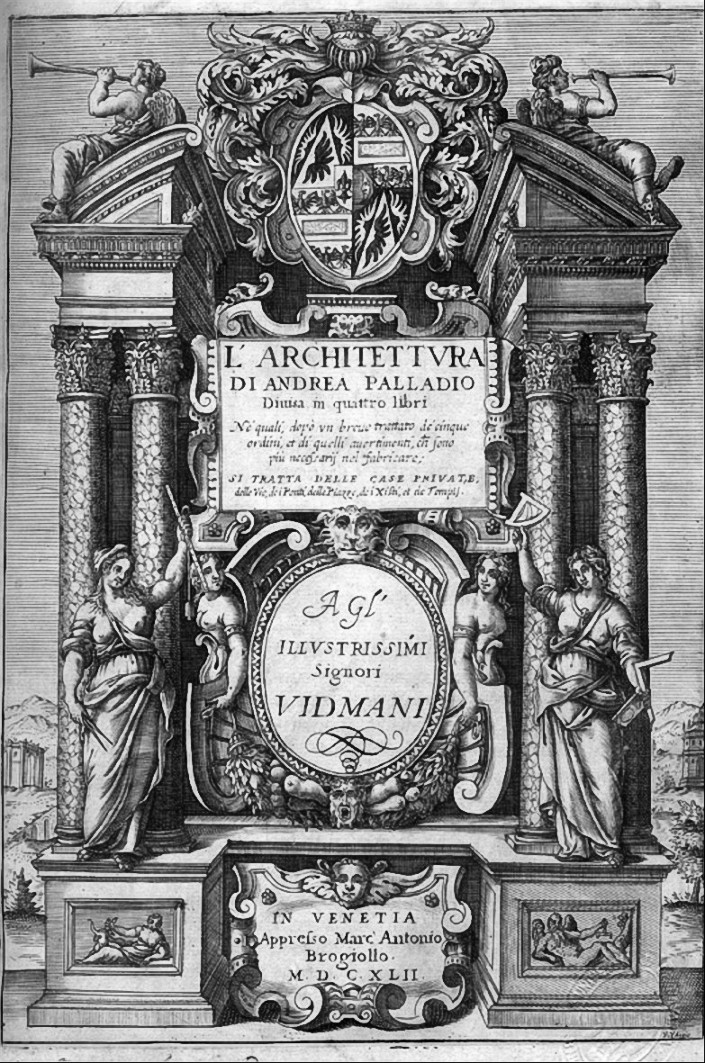
Voorpagina van een uitgave van I quattro libri dell'architettura uit 1642

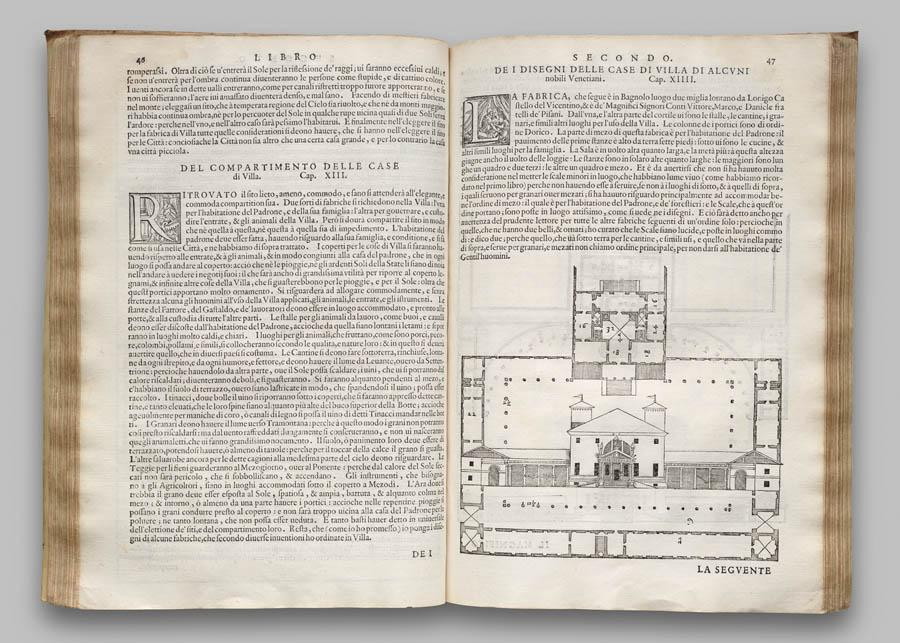
Villa Pisani (Bagnolo di Lonigo) in I Quattro Libri dell'Architettura

''I quattro libri dell’ architettura'' (vertaald: De vier boeken van de architectuur) is een Italiaanse verhandeling van de architect Andrea Palladio (1508-1580) over architectuur. Palladio liet zich inspireren door bewaard gebleven gebouwen van de Romeinse bouwkunst, door het geschrift van de Romeinse architect Vitruvius uit 25 v.Chr., De Architectura Libri Decem (De Tien Boeken van Architectuur), en door andere architecten waarbij de zuiverheid en eenvoud van de klassieke architectuur op de voorgrond stond. Zijn Vier boeken gaven systematisch de regels en plannen voor gebouwen die innovatief en uniek waren, zoals zijn villa’s. Sommige van zijn in zijn boek beschreven ideeën zijn niet verder gekomen dan de tekentafel, terwijl andere, zoals zijn Palladiaanse villa's in Veneto in Italië, met succes werden gebouwd. De duidelijkheid van het boek inspireerde talloze architecten en hun opdrachtgevers.

## Achtergrond
Andrea Palladio is een van de meest succesvolle architecten van de renaissance. Palladio's bouwwerken werden gekenmerkt door gebruik van onder andere de pilaar en het fronton, die een bouwwerk statigheid en allure geven, alsook symmetrie. Hiermee was Palladio de grondlegger van de bouwstijl van het classicisme. Zijn invloed hierop was zo diepgaand dat het zelfs ook wel naar hem palladianisme wordt genoemd. Zijn stijl werd wijdverbreid doordat de ontwerpen van zijn particuliere woonhuizen, zoals zijn villa's, en openbare gebouwen die hij in Italië bouwde in heel Europa werden gekopieerd. Maar meer nog door zijn 'magnum opus' I quattro libri dell'architettura, dat na het verschijnen in 1570 beschikbaar werd in de grote West-Europese landen en daarna soms volledig en soms gedeeltelijk in diverse talen werd vertaald, en daardoor een van de meest invloedrijke boeken in de geschiedenis van de architectuur is geworden. De Vier boeken van de architectuur bieden een samenvatting van Palladio's kunnen en hoe de oude Romeinse gebouwen hem hebben geïnspireerd.
Met zijn geschrift volgde Palladio de traditie van architecten als Leon Battista Alberti (1404-1472), Cesare Cesariano (1476/78-1543), Sebastiano Serlio (1475-1553/55) en Giacomo Barozzi da Vignola (1507-1573), wiens werken Palladio goed kende. Allen hadden als hoofdbestanddeel van hun geschrift de reconstructie van het verminkt overgeleverde werk van Vitruvius (verduidelijkende afbeeldingen ontbraken) met betrekking tot de regels voor de gedachte ideale compositie van een gebouw, de constructie en de versieringen daarvan. Ieder probeerde Vitruvius' ideeën te achterhalen en gaf zijn interpretatie van hoe Vitruvius het volgens hem bedoeld zou hebben.
Dit soort architectuurgeschriften staat ook bekend als (architectuur)tractaat, bouwordeboek, zuilenboek, voorbeeldboek en modelboek.

## Inhoud
Het werk is zoals de titel vermeldt verdeeld in vier boeken (delen):
- Het eerste boek houdt zich bezig met bouwmaterialen, bouwtechnieken en vooral met het grote hoofdthema van de Renaissancearchitect: de bouworde van de architectuur, ook wel de pilarenorde of zuilenorde genoemd, gevormd door de zuil of pilaar van de Toscaanse orde, de Dorische orde, de Ionische orde, de composiete orde en de Korinthische orde. Palladio verklaart de karakteriserende kenmerken van elke bouworde en vult het aan met illustraties van de diverse architectonische details zoals de pilaster en architraaf waarop de pilaar rust. Vervolgens behandelt hij kort de andere delen van een gebouw: trappen, schoorstenen, daken, etc.
- Het tweede boek behandelt uitgebreid particuliere woonhuizen. Naast een paar Romeinse reconstructies laat dit boek Palladio’s eigen ontwerpen zien. Zo beschrijft hij in het kort elk van zijn Palladiaanse villa's in Veneto en in en rond Vicenza, waaronder zijn beroemde Villa Rotonda, en laat van elk daarvan een of meerdere plattegronden en bouwtekeningen zien.
- Het derde boek houdt zich bezig met straten, pleinen, bruggen en basilica’s (een basilica was van oorsprong geen religieus gebouw maar een Romeins gebouw van Justitie) waarvan de meeste van Romeinse oorsprong zijn. Palladio toont hiervan echter ook weer eigen ontwerpen.
- In het vierde boek laat Palladio reproducties zien van ontwerpen van een aantal Romeinse tempels uit de oudheid. In het bijzonder noemenswaardig zijn de plattegronden en architectonische tekeningen van het Pantheon (afbeeldingen 51-60). De afbeeldingen 44 en 45 laten de Tempietto van San Pietro in Montorio van Bramante zien. Dit is het enige gebouw in het boek dat niet van Palladio zelf of van Romeinse oorsprong is.

Bij dit alles is de tekst geïllustreerd met meer dan 200 hoogwaardig gegraveerde afbeeldingen van gebouwen, elk door Palladio getekend. Ook zijn er door hem gemaakte reconstructies van klassieke ruïnes met eigentijdse verslagen.

## Geschiedenis en invloed
I quattro libri werd voor het eerst gepubliceerd in 1570 in Venetië, geïllustreerd met gravures gebaseerd op tekeningen van Palladio zelf, en bewees meteen een boek van groot belang te zijn. Het is velen malen met uitzonderlijk succes herdrukt en vertaald (vaak als eendelig werk). Het werd zo beschikbaar in de belangrijkste Europese landen zoals Frankrijk, Nederland en Duitsland en is een voornaam basisboek voor de Architectuurbibliotheek geworden en daardoor een van de meest invloedrijke boeken in de geschiedenis van de architectuur. Het effect van dit boek was diepgaand en heeft wijdverbreide invloed gehad. In 1969 gaf de uitgeverij Hoepli in Milaan een facsimile-uitgave ervan uit, waarmee het bereikbaar werd voor een breder publiek.

### Engeland

#### Vertaling
De eerste complete Engelse vertaling van Quattro libri werd in 1716 uitgegeven door de Venetiaanse architect Giacomo Leoni (1686-1746) die in Londen woonde. De gravures erin zijn echter niet trouw aan het origineel. Ook staan er decoratieve versieringen in de geest van de barok in, bijvoegsels en zelfs misvattingen over het originele werk. Het werd hersteld door een getrouwe en precieze reproductie van de originele afbeeldingen en een exacte vertaling van de tekst door de architect Isaac Ware (?-1766). Deze editie The four books of architecture kwam uit in 1738 en kan gerekend worden als een succesvolle verbetering. In feite werd deze waarheidsgetrouwe editie een zeldzaamheid. Zodat het ook bereikbaar werd voor een breder publiek werd deze vertaling in 1965 door de uitgeverij Dover als facsimile-uitgave gepubliceerd.

#### Invloed
In Engeland was het de architect Inigo Jones (1573-1652) die in het begin van de zeventiende eeuw in Italië verbleef. Hij kwam in het bezit van een exemplaar van I quattro libri, dat hij zorgvuldig bestudeerde en rijkelijk voorzag van aantekeningen. Tussen 1613 en 1614 maakte hij een reis naar Italië als begeleider van een groep Engelse edelen waarbij men een route volgde die was geïnspireerd op de Quattro libri. Vanaf dat moment zou de grand tour hierdoor een soort culturele inwijding van Engelse jonge edelen in gaan nemen. Jones' boek wordt bewaard in het Worchester College in Oxford en kan een boek genoemd worden waardoor twee beschavingen elkaar ontmoeten. De Banqueting Hall van het Palace of Whitehall (1919-1622) en het Queen's House in Greenwich (1616-1635) waren het eerste resultaat. Met die bouw bereikte de hoogrenaissance Engeland en in de daaropvolgende jaren werd de stijl van Andrea Palladio de heersende stijl in Engeland en werd zelfs met palladianisme aangeduid.
Vanaf die tijd ontwierpen veel architecten in het Verenigd Koninkrijk ontelbare werken in velerlei varianten in de daar ook Georgian Style en Recency Style genoemde bouwstijl van het classicisme. Zo bouwde Richard Boyle (1694-1753) zijn Chiswick House (1726-1736) in Chiswick dat was geïnspireerd op Palladio's Villa Rotonda, dat hij tijdens zijn reizen in Italië had leren kennen. Deze villa werd in heel Engeland geïmiteerd en droeg meer dan ieder ander bouwwerk bij tot de verbreiding van de nieuwe architectonische smaak. Ook Mereworth Castle in Kent (in 1722 door Colen Campbell (1676-1729)) was geïnspireerd op Palladio's Villa Rotonda. Een naar een ontwerp uit Palladio's Quattro libri gebouwde brug bevindt zich in het park Stourhead en een ander ontwerp van een brug uit het werk is in drie parken te vinden: Wilton Park, Stow Park en Prior Park.

### Nederland
Een origineel exemplaar van I Quattro libri uit 1570 bevindt zich in de Universiteitsbibliotheek van Leiden.

#### Vertaling
Blijkens brieven die bewaard worden in de Universiteitsbibliotheek van Leiden (HUG subnummer 38 en 41) zou de architect Jacob van Campen (1596-1657) bij een te maken Vitruvius-vertaling de laatste hoofdstukken van Palladio's Quattro libri over openbare gebouwen en de tempels daarbij tevens vertaald als bijlage gezien willen hebben, maar deze Vitruvius-Palladio uitgave is er nooit gekomen.
In Nederland bleef het in 1646 bij een door Cornelis Danckerts in Amsterdam uitgegeven vertaling van Palladio's eerste boek uit de Quattro libri dat over de bouworde van de vijf zuilen gaat, de Verhandeling van de vijf orderen der bouwkunst die byde ouden zijn in't gebruik geweest. Deze uitgave wordt in de Koninklijke Bibliotheek van 's-Gravenhage bewaard (aanvraagnummer 1355 C 166).
Omdat de Quattro libri niet zo volledig en systematisch is, is het werk in de praktijk niet zo geschikt als de handboeken over de eigentijdse toepassing van de antieke bouwstijl van zijn navolger Vincenzo Scamozzi (1548-1616). Deze gaf voortbordurend op Palladio een voorbeeldboek uit dat in zijn geheel uitgebreid over alle toepasbare aspecten van de zuilenorde ging, L'Idea della Architettura Universale (1615). De eerste vertaling ervan in het Nederlands verscheen in 1640, waarna er in korte tijd nog vele bewerkingen volgden. Dit werk werd in 2008 heruitgegeven als De grondgedachte van de universele bouwkunst (...) klassieke zuilenorden door uitgeverij Architecture & Natura in Amsterdam, voorzien van uitleg en met onder andere foto's van Nederlandse gebouwen als voorbeelden in beperkte oplage.
Ook bevindt zich in de Universiteitsbibliotheek van Leiden een met de hand geschreven uit het Frans vertaald manuscript naar Palladio's Quattro libri afgeleid van de verkorte Franse bewerking dat zich in de Universiteitsbiblioheek van Amsterdam bevindt (C 30 080-518) van Pierre Lemuet (1591-1669), Verhandeling van de vijf orden der bouwkunst...getrocken uyt den beroemden Italiaenschen Bouwmeester A. Palladio, uitgegeven in 1646 door Cornelis Danckerts in Amsterdam. Ook hier betreft het echter een vertaling van slechts een deel van Palladio's Quattro libri. Het heeft een handtekening van de architect Philips Vingboons (1607-1678), waardoor aangenomen wordt dat hij het in zijn bezit had. Een foto hiervan was te zien in het Bijbels Museum in Amsterdam, dat gehuisvest is in door Philips Vingboons ontworpen grachtenpanden, tijdens de tentoonstelling 'Soo vele heerlijcke gebouwen.....van Palladio tot Vingboons' van 11 december 1997 tot 9 maart 1998. Ook bovengenoemde door Danckerts uitgegeven vertaling was hierin te zien. Deze en andere publicaties waren ook te zien in 2012 in de eerste grote jaarlijkse zomertentoonstelling in het Paleis op de Dam in Amsterdam na de laatste restauratie: 'Schoonheid op maat, de erfenis van Palladio en Scamozzi in de Gouden Eeuw.'

#### Invloed
Het was Constantijn Huygens (1596-1687) die tijdens een diplomatieke reis naar Italië in 1620, beschreven in zijn Journaal van de reis naar Venetië, zelf de gebouwen daar van Andrea Palladio zag. Hij had grondige kennis van Italiaanse voorbeeldboeken op architectuurgebied en klassieke geschriften, vooral van Vitruvius. Hij bouwde een huis aan het Plein in 's-Gravenhage waarbij hij bij de opzet uitging van de wiskundige principes en voorgeschreven verhoudingen door Vitruvius, zoals die door vooral Palladio was vastgelegd. Het manuscript van zijn reisverslag wordt bewaard in de Koninklijke Bibliotheek in s'-Gravenhage (Signatuur KB: KA 39) en zodat het bereikbaar werd voor een breder publiek werd het boek in 2003 door uitgeverij Prometheus/Bert Bakker van uitleg voorzien gepubliceerd. In 1639 beschreef Huygens in zijn beroemde, nu getitelde Domus, Het huis van Constantijn Huygens in Den Haag, prozaïsch de voorgeschiedenis en Vitruviaanse achtergronden van de bouw ervan. Het manuscript hiervan wordt bewaard in de Koninklijke Bibliotheek in 's-Gravenhage (Signatuur KB 48 folio 733-752). Om het boek voor een breder publiek toegankelijk te maken werd dit boek in 1999 door uitgeverij Walburg in Zutphen gepubliceerd, voorzien van een uitleg. Huygens' huis aan het Plein is verdwenen. Fragmenten van de drie arcaden van de achterwand van het voorhuis zijn nu aangebracht, fungerend als raampartij en te zien in de Zuidvleugel van het gebouw van het Rijksmuseum in Amsterdam.
Jacob van Campen had in Italië onder andere de bouwkunst bestudeerd en bezat de meeste Italiaanse voorbeeldboeken en kende ook de inhoud hiervan. Bij het ontwerpen van het Stadhuis op de Dam in Amsterdam (in 1648), thans Paleis op de Dam, liet hij zich voor componenten ervan leiden door Palladio en het uiterlijk van bepaalde Romeinse bouwwerken. De afmetingen van de Burgerzaal erin voldoen aan alle voorschriften van Vitruvius voor langwerpige ruimten.
De architectuurhistoricus J.J. Terwen (1916-1998) gaf eens een aantal voorbeelden van bouwwerken in Nederland waarin volgens zijn mening componenten daarvan door Palladio's Quattro libri waren geïnspireerd. Immers: daar waar de Quattro libri de grote inspiratiebron was, 'konden architecten en hun opdrachtgevers uit een grote hoeveelheid van gedetailleerdere voorbeelden en voorbeeldboeken putten voor de constructie en versiering van een gebouw, waarbij vaak wegens plaatselijke bouwomstandigheden, wensen en voorkeuren van de opdrachtgever en architect, enzovoorts, specifiek plaatselijk passende oplossingen gevonden moesten worden.
Met betrekking tot het Stadhuis op de Dam in Amsterdam, nu Paleis op de Dam, stelt hij dat het grondplan ervan geïnspireerd zal zijn door Palladio's reconstructies van het Griekse of Romeinse forum zoals dat ook in de Quattro libri te vinden is, zij het dat deze geniaal door Van Campen is uitgewerkt. Ook het strenge uiterlijk van het gebouw in het bijzonder door het gebruik van de kolossale orde, twee boven elkaar, werd door Palladio in zijn uitwerking van het forum toegepast, waar het evenwel nog om open galerijen gaat, stelt Terwen. (In 1655 beschreef Joost van den Vondel (1587-1679) in dichtvorm in zijn De Inwydinghe van 't Stadthuis t'Amsterdam de voorgeschiedenis en achtergrond van de bouw ervan. Het manuscript wordt bewaard in het Vondelmuseum in de Universiteitsbibliotheek in Amsterdam en werd voor een bredere publiek onder de titel Vondel en Amsterdam in 1979 door uitgeverij Espee van uitleg en illustraties voorzien gepubliceerd.
Volgens Terwen conformeerde ook de architect Arent van 's-Gravesande (ca. 1600-ca. 1653) zich aan Palladio. Terwen betoogt dat de achtzijdige Marekerk (1639-1649) in Leiden gedeeltelijk qua afmetingen en decoratie is ontleend aan Palladio en dat ook het fronton (hoewel proportioneel onjuist) naar Palladio is. De Bibliotheca Thysiana (1685) in Leiden, ook van Van 's-Gravesande, heeft pilasters in de Ionische orde met entablement waarvoor Terwen ook naar Palladio's Quattro libri wijst.
Als verdere door Palladio's Quattro libri geïnspireerde ontwerpen noemt Terwen:
- het grondplan van het Mauritshuis (vanaf 1633 door Jacob van Campen en Pieter Post (1608-1669)) in 's-Gravenhage waar in het midden achter de vestibule het trappenhuis zit met een grote achterzaal. In de Italiaanse tractaten komt dit type voor het eerst voor bij Palladio hoewel hij het slechts éénmaal toepast namelijk in zijn ontwerp van de nooit gerealiseerde Villa Ragona dat alleen bekend is door de Quattro libri. Gezien de voorgevel, stelt Terwen, zou deze villa inderdaad mede als inspiratie voor het Mauritshuis gediend kunnen hebben.
- de kruisvormige door een lichtkoepel bekroonde Oranjezaal van het Huis ten Bosch (1645 door Pieter Post) in 's-Gravenhage die als grote middenruimte door alle verdiepingen heen tot de koepel reikt maar ook door vensters licht krijgt. Het heeft bij Palladio talrijke voorbeelden, zoals die van de Villa Barbaro. Daar is die zal geheel overwelfd en ontvangt licht uitsluitend via drie gevels.
- ontwerpen van Salomon de Bray (1597-1664) voor de verbouwing van het Huys te Warmont (1639) geven vensterbekroningen te zien die volgens Terwen gekopieerd schijnen te zijn van Palladio's palazzo Chiericati.
- in de vele ontwerpen die bewaard zijn gebleven van het nu gesloopte Huis Vredenburgh (tussen 1643 en 1649 door Pieter Post) in Middenbeemster zijn de zijpaviljoens door kleine binnenhoven aan het hoofdgebouw verbonden. De compositie herinnert volgens Terwen aan Palladio's villa Pisani.[11]

### Duitsland
Het was de Duitse schrijver Johann Wolfgang von Goethe (1749-1832) die tijdens een reis door Italië in 1786, beschreven in zijn Italienische Reise, in het Nederlands verschenen als De Italiaanse reis, zelf de gebouwen van Palladio zag en er zijn grote bewondering voor uitsprak. Hij kocht in Padua een nauwkeurige kopie van de Quattro libri, een facsimile-uitgave in koperdruk.

### Amerika
De architectuur van Palladio groeide in heel Europa in populariteit en aan het eind van de achttiende eeuw strekte het zich uit tot Noord-Amerika. Thomas Jefferson (1743-1826), president van Amerika, was een vurige bewonderaar van Palladio en verwees eens naar de Quattro libri als 'De Bijbel'. Hij gebruikte het als bron voor zijn eigen ontwerp als architect van Monticello (1768-1773, 1786-1809) bij Charlottesville en de Universiteit van Virginia (1818-1826) (Charlottesville) en ook in zijn betrokkenheid bij het ontwerp van het Hammond-Harwood House (1744) in Annapolis. Het honderdelfde Congres van Amerika benoemde in een resolutie (nummer 259) op 6 december 2010 Palladio de 'Vader van de Amerikaanse architectuur' en wees naar de Quattro libri als inspiratiebron voor veel van de grote Amerikaanse classicistische gebouwen van de negentiende en twintigste eeuw, waaronder het Witte Huis (1793-1815, onder andere James Hoban (circa 1758/62-1831)) en het Capitool (1793-1827, onder andere William Thonton (1717-1790/91)) in Washington D.C.